# Uvedalia linearis
Uvedalia linearis är en gyckelblomsväxtart som beskrevs av Robert Brown. Uvedalia linearis ingår i släktet Uvedalia och familjen gyckelblomsväxter. Utöver nominatformen finns också underarten U. l. lutea.